# 4e Landingsflottielje
Het 4e Landingsflottielje (Duits: 4. Landungsflottille) was een operationele eenheid van de Duitse Kriegsmarine tijdens de Tweede Wereldoorlog. Zo’n flottielje was normaal uitgerust met onder andere 20 tot 30 stuks van de Marinefährprahm. 

## Geschiedenis

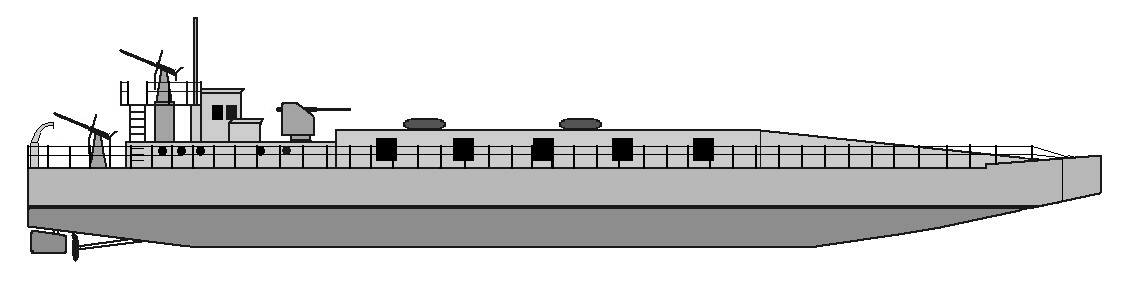
De standaarduitrusting: de Marinefährprahm

Het flottielje werd opgericht in mei 1943 in Toulon opgericht en was ondergeschikt aan de 2. Landungs Division. Vanuit Rapallo en Santa Margherita Ligure werden de MFP’s ingezet voor transporttaken. Op 1 juli 1943 rapporteerde het flottielje een inventaris van 31 MFP's. In juli en augustus 1943 nam het flottielje deel aan de bevoorrading en evacuatie van Sicilië, waarbij acht boten verloren gingen. In september 1943 werden verschillende Italiaanse MFP's buitgemaakt of op scheepswerven in beslag genomen. Op 16 september trok het flottielje naar Sardinië, dat op 20 september via de Straat van Bonifacio naar Corsica werd geruimd. De evacuatie van Corsica werd zoals gepland op 4 oktober 1943 voltooid. In januari 1944 werd het flottielje toegewezen aan de 6. Sicherungs-Division voor transport- en beveiligingstaken voor de kust van de Ligurische Zee. In februari 1944 werden delen van de restanten van het 2e Landingsflottielje opgenomen. In mei 1944 was er slechts beperkt bevoorradingsverkeer via kustroutes mogelijk omdat de geallieerde superioriteit in de lucht en op zee drastisch was toegenomen. De verliezen van het flottielje bleven toenemen. Op 21 juni 1944 moest de basis in Livorno worden verlaten. Op 19 juli 1944 werd het flottieljehoofdkwartier verplaatst naar Genua. Sommige boten werden naar de Rhône verplaatst en daar als veerboot gebruikt. Het merendeel van het flottielje werd vanuit Genua ingezet voor transport en kustbombardementen.

### Einde
Het 4e Landingsflottielje werd medio april 1945 opgeheven en de bemanningen van het flottielje werden omgevormd tot alarmcompagnieën en vervolgens ingezet als infanterietroepen.

## Commandanten
| Rang             | Naam             | Begin         | Eind             |
| ---------------- | ---------------- | ------------- | ---------------- |
| Korvettenkapitän | Erich Zimmermann | mei 1943      | november 1944    |
| Korvettenkapitän | Alfred Zahel     | november 1944 | medio april 1945 |